# Vincenzo Rabatta
Vincenzo Rabatta (Pescia, 1589 – Chieti, 21 novembre 1653) è stato un arcivescovo cattolico italiano.

## Biografia
Nato a Pescia da Antonio di Vincenzo Rabatta e da sua moglie Cassandra Rucellai, conseguì la laurea in utroque iure a Pisa, fu canonico cattedrale di Santa Maria del Fiore e vicario generale di Firenze e Fiesole.
Eletto arcivescovo di Chieti il 9 dicembre 1649, fu consacrato a Roma il 2 gennaio 1650 dal cardinale Marcantonio Franciotti; il 10 gennaio successivo ricevette il pallio dei metropoliti.
Donò sacri arredi alla sua Chiesa e fu lodato per la sua pietà e devozione.

## Genealogia episcopale
La genealogia episcopale è:
- Cardinale Guillaume d'Estouteville, O.S.B.Clun.
- Papa Sisto IV
- Papa Giulio II
- Cardinale Raffaele Sansone Riario
- Papa Leone X
- Papa Paolo III
- Cardinale Francesco Pisani
- Cardinale Alfonso Gesualdo di Conza
- Papa Clemente VIII
- Cardinale Pietro Aldobrandini
- Cardinale Laudivio Zacchia
- Cardinale Antonio Barberini, O.F.M.Cap.
- Cardinale Marcantonio Franciotti
- Arcivescovo Vincenzo Rabatta